# Sema Şimşek
Sema Şimşek (* 26. Februar 1976 in Gelsenkirchen) ist eine türkische Schauspielerin und Model.

## Leben und Karriere
Şimşek wurde am 26. Februar 1976 in Gelsenkirchen geboren. Im Alter von acht Jahren zog sie mit ihrer Familie in die Türkei. Sie studierte an der Mimar Sinan Üniversitesi. 1994 gewann sie bei Best Model of Turkey den ersten Platz. Sie nahm 1998 an der Modenschau von Jean Louis Scherrer auf der Paris Fashion Week teil.
Von 2001 bis 2012 war sie mir den Schauspieler Burak Hakkı verheiratet. Ihr Debüt gab sie 2002 in der Fernsehserie Azad. Von 2007 bis 2012 spielte Şimşek in der Serie Tal der Wölfe – Hinterhalt mit. 2015 bekam sie in dem Film Dabbe 6 die Hauptrolle. Außerdem wurde sie 2017 für den Film Yeni Başlayanlar İçin Hayatta Kalma Sanatı gecastet. Unter anderem trat sie 2022 in Destan auf. 2023 war Şimşek in der Serie Sıfırıncı Gün zu sehen.

## Filmografie
Filme
- 2014: Vebal
- 2015: Tehlikeyle Flört
- 2015: Terkedilmiş
- 2015: Dabbe 6
- 2017: Yeni Başlayanlar İçin Hayatta Kalma Sanatı
- 2020: Zebun

Serien
- 2002: Azad
- 2004: İstanbul Şahidimdir
- 2007–2012: Tal der Wölfe – Hinterhalt
- 2017: Komşular
- 2017–2018: Savaşçı
- 2019: Avlu
- 2022: Destan
- 2023: Sıfırıncı Gün